# Bisaltes bilineellus
Bisaltes bilineellus är en skalbaggsart som beskrevs av Stefan von Breuning 1939. Bisaltes bilineellus ingår i släktet Bisaltes och familjen långhorningar. Inga underarter finns listade.